# 김수연 (1995년)
김수연(1995년 3월 14일 ~)은 대한민국의 배우이자 그녀의 거주지는 경기도 고양시이다.

## 학력
- 2012년 ~ 2014년 일산동고등학교 (졸업)
- 2014년 ~ 2019년 한양대학교 연극영화학과 (졸업)

## 드라마
- 2022년 : 넷플릭스 금요드라마 《썸바디》- 영기은 역
- 2025년 : 넷플릭스 금요드라마 《폭싹 속았수다》- 민선 역
- 2025년 : 디즈니+ 《하이퍼나이프》- 김영선 역